# Байшань
Байшань (кит. спр. 白山市, піньїнь: Báishān Shì) — місто-округ в китайській провінції Цзілінь. 

## Географія
Байшань розташовується у південній частині провінції.

### Клімат
Місто знаходиться у зоні, котра характеризується вологим континентальним кліматом з теплим літом. Найтепліший місяць — липень із середньою температурою 21.3 °C (70.3 °F). Найхолодніший місяць — січень, із середньою температурою -17.3 °С (0.9 °F).
| Клімат Байшаня          | Клімат Байшаня | Клімат Байшаня | Клімат Байшаня | Клімат Байшаня | Клімат Байшаня | Клімат Байшаня | Клімат Байшаня | Клімат Байшаня | Клімат Байшаня | Клімат Байшаня | Клімат Байшаня | Клімат Байшаня | Клімат Байшаня |
| Показник                | Січ.           | Лют.           | Бер.           | Квіт.          | Трав.          | Черв.          | Лип.           | Серп.          | Вер.           | Жовт.          | Лист.          | Груд.          | Рік            |
| Середня температура, °C | −17,3          | −13,1          | −3,3           | 6,3            | 13,3           | 17,9           | 21,3           | 20,4           | 13,3           | 5,7            | −3,9           | −13,6          | 3,9            |
| Норма опадів, мм        | 9.2            | 10.8           | 20.1           | 50.8           | 78.4           | 122.5          | 210.9          | 191.6          | 77             | 42             | 28.2           | 14.5           | 856            |
| Днів з опадами          | 8,6            | 7              | 8,3            | 10,3           | 12,6           | 15,2           | 18,8           | 16,5           | 11,1           | 9,3            | 9,5            | 9,4            | 136,6          |
| Вологість повітря, %    | 63.4           | 60.6           | 55.7           | 54             | 56.7           | 69             | 79.4           | 80             | 70.3           | 64.5           | 63.4           | 62.9           | 65             |
| ----------------------- | -------------- | -------------- | -------------- | -------------- | -------------- | -------------- | -------------- | -------------- | -------------- | -------------- | -------------- | -------------- | -------------- |
| Джерело: Weatherbase    |                |                |                |                |                |                |                |                |                |                |                |                |                |

## Адміністративний поділ
Міський округ поділяється на 2 міських райони, 1 місто та 3 повіти (один з них є автономним):
| Карта                                                      | Карта        | Карта            | Карта            |
| ---------------------------------------------------------- | ------------ | ---------------- | ---------------- |
| ① Цзін'юй Цзян'юань Ліньцзян Фусун Чанбай-Корьо ① Хуньцзян |              |                  |                  |
| Статус                                                     | Назва        | Оригінал         | Населення (2020) |
| Район                                                      | Хуньцзян     | 浑江区           | 307 982          |
| Район                                                      | Цзян'юань    | 江源区           | 138 272          |
| Місто                                                      | Ліньцзян     | 临江市           | 121 616          |
| Повіт                                                      | Фусун        | 抚松县           | 237 634          |
| Повіт                                                      | Цзін'юй      | 靖宇县           | 108 478          |
| Автономний повіт                                           | Чанбай-Корьо | 长白朝鲜族自治县 | 58 266           |